# Jang Won-sam
Dans ce nom coréen, le nom de famille, Jang, précède le nom personnel.
Jang Won-sam (né le 9 juin 1983 à Changwon, Corée du Sud) est un joueur coréen de baseball qui joue avec les Samsung Lions de Daegu dans la ligue sud-coréenne de baseball.
Il a obtenu la médaille d'or de baseball lors des jeux olympiques 2008 à Pékin.